# Congres van Troppau
Het Congres van Troppau was een Europees vorstencongres dat plaatsvond van 20 oktober tot 8 december 1820 op initiatief van Klemens von Metternich. 

## Deelnemers
Deelnemers waren Alexander I van Rusland, Frans I van Oostenrijk en de latere Frederik Willem IV van Pruisen. De koningen Lodewijk XVIII van Frankrijk en George IV van het Verenigd Koninkrijk stuurden slechts een waarnemer. Tsaar Alexander, die op het Congres van Wenen nog een verlichte rol had gespeeld, liet zich in Troppau weer in het conservatieve kamp trekken. Onbedoeld werd het congres daardoor een herstel van de Heilige Alliantie.

## Doel
Opstanden in Spanje en Napels eerder in 1820 waren aanleiding van de uitnodiging. Metternich wilde bereiken, dat de Europese mogendheden elkaar zouden helpen bij het onderdrukken van oproer en verzet. Het protocol van Troppau met die strekking werd echter niet door Groot-Brittannië en Frankrijk
ondertekend.

## Gevolg
Concreet gevolg van het congres was, dat de opstand tegen Ferdinand I der Beide Siciliën, schoonvader van de Habsburgse keizer, door Oostenrijkse troepen werd neergeslagen. Uiteindelijk zou Frankrijk in 1822 - 23 de democratisering van Spanje ongedaan maken.
Uit vrees dat de Europese mogendheden Spanje ook te hulp zouden komen in zijn koloniale oorlogen in Zuid-Amerika, formuleerde de Amerikaanse president James Monroe in december 1823 zijn Monroedoctrine. Daarin wees hij Europese inmenging in Amerikaanse conflicten af en verklaarde hij, dat de Verenigde Staten op hun beurt zich niet zouden mengen in Europese oorlogen.

## Congresstelsel
In het kader van het Congresstelsel werden de volgende conferenties belegd:
- Congres van Wenen
- Congres van Aken (1818)
- Congres van Karlsbad (1819)
- Congres van Troppau
- Congres van Laibach (1821)
- Congres van Verona (1822)